# Phyllodoce bulbosa
Phyllodoce bulbosa är en ringmaskart som beskrevs av Elise Wesenberg-Lund 1962. Phyllodoce bulbosa ingår i släktet Phyllodoce och familjen Phyllodocidae. Inga underarter finns listade i Catalogue of Life.